# Club France 2010
Pour les articles homonymes, voir Club France.
Le Club France 2010 est un comité de gestion de la sélection, créé le 3 juillet 2008 par le Conseil fédéral de la Fédération française de football (FFF), afin de « fixer la politique, les objectifs et les conditions générales de fonctionnement » de l'Équipe de France de football en vue de la Coupe du monde 2010. Il est l'héritier du Conseil de gestion de l'Équipe de France qui existait depuis 2005.

## Histoire
En septembre 2004, à la suite de l'échec de l'Équipe de France à l'Euro 2004, la Fédération française de football (FFF) décide de créer une « Délégation permanente auprès de l'équipe de France A », composée des :
- président de la FFF ;
- président de la Ligue de football professionnel (LFP) ;
- sélectionneur de l’Équipe de France de football ;
- directeur technique national (DTN) ;
- directeur général de la FFF ;
- délégué du Conseil d’Administration auprès de l’Équipe de France ;
- délégué du Conseil Fédéral auprès de l’Équipe de France ;
- président de l’Union patronale des clubs professionnels de football (UCPF) ;
- trésorier de la FFF, qui y participe lorsque sont inscrits à l’ordre du jour des problèmes économiques et budgétaires.

Cette délégation est finalement créée début 2005 sous le nom de « Conseil de gestion de l'Équipe de France », avec les membres suivants :
- Jean-Pierre Escalettes, président de la FFF ;
- Frédéric Thiriez, président de la LFP ;
- Raymond Domenech, sélectionneur ;
- Gérard Houllier, DTN ;
- Noël Le Graët, chargé des problèmes économiques ;
- Jacques Lambert, directeur général de la FFF ;
- Jean-Pierre Hugues, directeur général de la LFP ;
- Gervais Martel, représentant du Conseil d’administration de la LFP ;
- Pierre Repellini, son adjoint ;
- Bernard Bacourt, représentant du Conseil fédéral ;
- René Charrier, son adjoint.

Ce conseil se réunit pour la dernière fois en septembre 2006.

## Description
Le Club France 2010, créé au lendemain de l'échec de la sélection nationale à l'Euro 2008, vise à réduire l'isolement du sélectionneur national en s'appuyant sur les structures fédérales du football et à limiter l'action du sélectionneur au terrain, à l'équipe, à sa manière de jouer, à ses résultats et à sa communication sportive[réf. nécessaire]. Il est à vocation politique afin d'entourer le sélectionneur dans les domaines non sportifs : il ne prend aucune décision technique.
Sa composition est identique à celle du Conseil de gestion de l'Équipe de France, avec cependant quelques intitulés différents :
- Noël Le Graët en tant que vice-président de la FFF ;
- Gervais Martel en tant que représentant des pros ;
- Pierre Repellini en tant qu'intendant de l'équipe de France ;
- René Charrier en tant que représentant du conseil fédéral ;
- Bernard Bacourt en tant que vice-président de la FFF.

En parallèle, un poste de Directeur délégué auprès de l'Équipe de France, placé sous l'autorité du DTN, est créé en septembre 2008 et attribué à Jean-Louis Valentin,. Il a pour mission de « coordonner l'ensemble des activités d'administration générale liées à l'Équipe de France et à veiller, au quotidien, à la mise en œuvre des orientations prises par le Club France 2010 ». Jean-Louis Valentin annonce sa démission le 20 juin 2010 lors de la Coupe du monde 2010, après que les joueurs de l'Équipe de France aient refusé de s'entrainer.
À la suite de la création du Club, les joueurs doivent désormais s'engager à signer une « charte du joueur de l'Équipe de France » répertoriant les droits dont ils bénéficient, les devoirs qui leur sont imposés (respect du maillot, de l'arbitre, de l'adversaire, du public, de l'hymne national, relations avec les médias) ainsi que les règles de comportement en sélection.